# Carter Littlepage Stevenson
Pour les articles homonymes, voir Stevenson.
Carter Littlepage Stevenson Jr. (21 septembre 1817 - 15 août 1888) est un officier de carrière, servant dans l'armée des États-Unis dans plusieurs guerres précédant la guerre de Sécession, puis dans l'armée des États Confédérés en tant que général sur le théâtre occidental de la guerre de Sécession.

## Avant la guerre
Stevenson naît dans une famille influente de Fredericksburg, Virginie. Son père et homonyme a servi comme procureur de la communauté de Virginie pour la ville de Fredericksburg. Carter Stevenson est diplômé de l'académie militaire de West Point en 1838,  et reçoit une commission de sous-lieutenant breveté dans le 5th Infantry Regiment et affecté dans une garnison du Wisconsin. Deux ans plus tard, il est promu premier lieutenant et participe à la deuxième guerre séminole en Floride. Il épouse Martha Argenté Griswold à Fredericksburg le 15 juin 1842. Ils auront quatre enfants, mais leurs deux premiers meurent en bas âge.
Transféré au Texas, Stevenson fait un service sur la frontière jusqu'à la guerre mexico-américaine. Il combat avec distinction lors des batailles de Palo Alto et la Resaca de la Palma, et a participe à plusieurs autres combats, avant de retourner aux États-Unis dans des postes au Mississippi,  dans le territoire indien, et au Texas. Il aide à l'exploration des parties du projet de route méridionale du chemin de fer du Pacifique, combattant souvent lors d'escarmouches contre des indiens apaches.
En 1856-57, Stevenson combat de nouveau en Floride, cette fois lors de la troisième guerre séminole, participant aux batailles de Cypress Swamp et Bowleytown. Maintenant soldat expérimenté, Stevenson retourne dans l'Ouest et combat lors de la guerre de l'Utah. Au cours de son séjour dans le territoire de l'Utah, Stevenson rejoint la loge #205 de Rocky Mountain dans la franc-maçonnerie. Plus tard, il reprend la routine du service de garnison sur la frontière jusqu'en 1861.

## Guerre de Sécession
Stevenson, comme beaucoup d'autres officiers de la Virginie stationnées à l'Ouest, retourne chez lui lorsque l'État fait sécession de l'Union au début de 1861. Il offre ses services au gouverneur et reçoit une commission de lieutenant-colonel dans l'armée confédérée. Il est promu rapidement colonel et commandant de la 53rd Virginia Infantry (en) sur la recommandation de Pierre G. T. Beauregard. Lorsque des ouvertures se créent avec le transfert de plusieurs officiers de Beauregard pour servir sous ses ordres dans le théâtre occidental, Stevenson est promu au brigadier général en février 1862. Le 15 mars 1862, il est affecté sous les ordres du général Benjamin Huger et est affecté à la garde du chemin de fer de Wilmington et Weldon (en) en Virginie. Cependant, ce devoir est de courte durée, puisque Stevenson est envoyé dans le Tennessee oriental et reçoit le commandement d'une division.
Lorsque les fédéraux capturent Cumberland Gap, Stevenson, exerce un commandement  indépendant, mène une force confédérée qui capture la garnison de l'Union à Munfordsville, Kentucky et contraint le général George W. Morgan à la retraite. En juillet, la division de Stevenson aide à poursuivre les forces de l'Union dans le Kentucky, où il combine ses forces dans le département du Tennessee oriental avec Edmund Kirby Smith, servant sous les ordres de Smith pendant le voyage de retour vers la base confédérée à Murfreesboro, Tennessee. Reconnue pour son leadership, il est promu major général en octobre 1862, et commande sa division lors de la bataille de Perryville.
En décembre, Braxton Bragg envoie Stevenson avec 10 000 hommes renforcer la force de John C. Pemberton à Vicksburg, Mississippi, qui est menacée par l'armée de l'Union sous les ordres de Ulysses S. Grant. Sa division subit le poids de combat à la bataille de Champion Hill. L'assaut principal fédéral (près de 25 000 hommes) se fait contre la ligne de Stevenson ligne, tenue par à peine 6 500 hommes. Après une résistance opiniâtre, Stevenson se retire finalement lorsque ses lignes commencent à céder. Lorsque la force de Pemberton est vaincue à la bataille de Big Black River Bridge, Stevenson (dont les hommes n'ont participé à aucune action significative lors de la bataille) ordonne la retraite des colonnes, pendant que le général Pemberton se hâte vers Vicksburg pour préparer les défenses de la ville. Pendant le siège de Vicksburg, Stevenson commande la droite de la totalité de la ligne défensive confédérée. Lorsque Pemberton se rend avec l'armée le 4 juillet 1863, Stevenson est devenu brièvement prisonnier de guerre avant d'obtenir une libération sur parole.
Le général Stevenson est affecté à l'armée du Tennessee à Chattanooga, Tennessee, et reçoit le commandement d'une division dans le corps d'armée de William J. Hardee, stationnée sur le flanc droit, gardant Lookout Mountain (en). Il retire ses troupes après la bataille de Lookout Mountain et détruit les ponts au-dessus de Chickamauga Creek (en) et d'autres cours d'eau afin de retarder l'avance du corps de l'Union de Joseph Hooker. Il renforce la principale ligne de bataille confédérée sur Missionary Ridge juste avant la bataille de Chattanooga. Au cours de la campagne d'Atlanta de 1864, la division de Stevenson est dans le corps de John Bell Hood et combat lors des batailles autour d'Atlanta, y compris la Resaca, Kennesaw Mountain et Peachtree Creek. Lorsque le général Hood est élevé au commandement de l'armée, Stevenson prend temporairement le commandement du corps de Hood.
Pendant la campagne du Tennessee, Stevenson commande une division dans le corps de Stephen D. Lee au centre de la ligne lors de la bataille de Nashville. Lorsque Lee est blessé, il prend en charge l'organisation et le commandement de la retraite. Sa division subit d'énormes pertes et ne parvient pas à recruter suffisamment de troupes pour les remplacer. Réduite approximativement à 2 600 hommes, la division réduite participe à la campagne des Carolines contre William T. Sherman, y compris à la bataille de Bentonville. Pour la seconde fois de la guerre Stevenson se rend aux fédéraux lorsque Joseph E. Johnston se rend avec son armée en avril 1865 à Sherman. Stevenson est une nouvelle fois libéré sur parole et renvoyé chez lui.

## Après la guerre
Après la guerre, il est ingénieur civil et minier jusqu'à sa mort dans le comté de Caroline, en Virginie. Il est enterré dans le cimetière confédéré de Fredericksburg.
En 1914, le major général Carter L. Stevenson est commémoré par un buste de marbre dans le parc militaire national de Vicksburg.